# Kooraste Pikkjärve
Kooraste Pikkjärve este o arie protejată (arie specială de conservare — SAC, sit de importanță comunitară — SCI) din Estonia întinsă pe o suprafață de 14,7 ha, integral pe uscat.

## Localizare
Centrul sitului Kooraste Pikkjärve este situat la coordonatele 57°58′22″N 26°35′20″E / 57.9728°N 26.5889°E.

## Înființare
Situl Kooraste Pikkjärve a fost declarat sit de importanță comunitară în aprilie 2004 pentru a proteja un număr necunoscut de specii din flora spontană și fauna sălbatică aflate în arealul zonei. Situl a fost protejat și ca arie specială de conservare în iulie 2005.

## Biodiversitate
Situată în ecoregiunea boreală, aria protejată conține 1 habitat natural: Ape stătătoare oligotrofe până la mezotrofe, cu vegetație de Littorelletea uniflorae și/sau de Isoëto-Nanojuncetea.
La baza desemnării sitului se află un număr nedeclarat de specii protejate.